# 广东道宣慰司
广东道宣慰司，又称广东道宣慰司都元帅府，是元朝在珠江流域东部和韩江流域等地的二级行政機構，隶属于江西等处行中书省，治所在广州路（今广东省广州市）。

## 沿革
元朝至元十五年（1278年）置，明太祖洪武二年（1369年）改为广东等处行中书省。 

## 辖区
广东道宣慰司辖境相当今广东省除了茂名市和信宜市以西的其他地区，分管广州路、韶州路、惠州路、南雄路、潮州路、德庆路、肇庆路等七路，和英德州、梅州、南恩州、封州、新州、桂阳州、连州、循州等八州。